# Kalt Pouradier-Duteil Vignal
Kalt Pouradier-Duteil Vignal (kurz KPDV) war ein französisches Architekturbüro mit Sitz in Paris und einer Niederlassung in Niamey.

## Geschichte
Das Büro wurde 1955 von den jungen französischen Architekten Michel Kalt, Daniel Pouradier-Duteil und Pierre Vignal in Paris gegründet. Michel Kalt hatte 1949 an einer sechsmonatigen Studienreise zu traditionellen Wohnbauten in Kamerun teilgenommen, in deren Zuge er Verbindungen zu in Afrika tätigen französischen Geschäftsleuten aufbauen konnte. Der Aluminiumkonzern Pechiney beauftragte Kalt Pouradier-Duteil Vignal mit ihrem ersten Großprojekt, der Planung der Einfamilienhäuser einer neuen, auf 20.000 Einwohner angelegten Arbeitersiedlung in Fria in Guinea, die von 1957 bis 1958 erbaut wurde. Darin zeigte sich bereits die für KPDV typische, in erster Linie nicht auf Repräsentation ausgerichtete Verbindung von europäischer Moderne (die in Fria direkt von Jean Prouvé beeinflusst war) und Elementen aus der afrikanischen Bautradition.
Im Zuge der Unabhängigkeit vieler Staaten rund um das „afrikanische Jahr“ 1960 erhielt KPDV umfangreiche Aufträge zwecks eines über den Europäischen Entwicklungsfonds finanzierten Ausbaus der Bildungs- und Gesundheitsinfrastruktur in Westafrika. Das Architekturbüro richtete Anfang der 1960er Jahre eine Niederlassung in Niamey, der Hauptstadt Nigers, ein und plante unter anderem über 800 Schulgebäude in Ländern wie Niger, Burkina Faso und Senegal. Als sich in den 1970er Jahren der Schwerpunkt der Entwicklungshilfe weg von Bauprojekten bewegte, passte sich Kalt Pouradier-Duteil Vignal den veränderten Umständen an und betonte noch stärker die Konstruktion einer afrikanischen Identität in den architektonischen Formen. Das Büro wurde auch deswegen staatlicherseits mit prestigeträchtigen Planungen wie der Universität Niamey bedacht.
Eines der letzten großen Projekte von KPDV, das von 1983 bis 1986 neu errichtete Marktgelände des Grand Marché in Niamey, zählte zugleich zu jenen, dessen Qualität dem Büro am meisten Anerkennung einbrachte. Die unverwechselbare, städtebaulich markante Architektur ging nicht zu Lasten der funktionalen und atmosphärischen Ansprüche an einen typischen afrikanischen Markt. Die Zusammenarbeit zwischen Michel Kalt, Daniel Pouradier-Duteil und Pierre Vignal endete 1987.

## Werke (Auswahl)

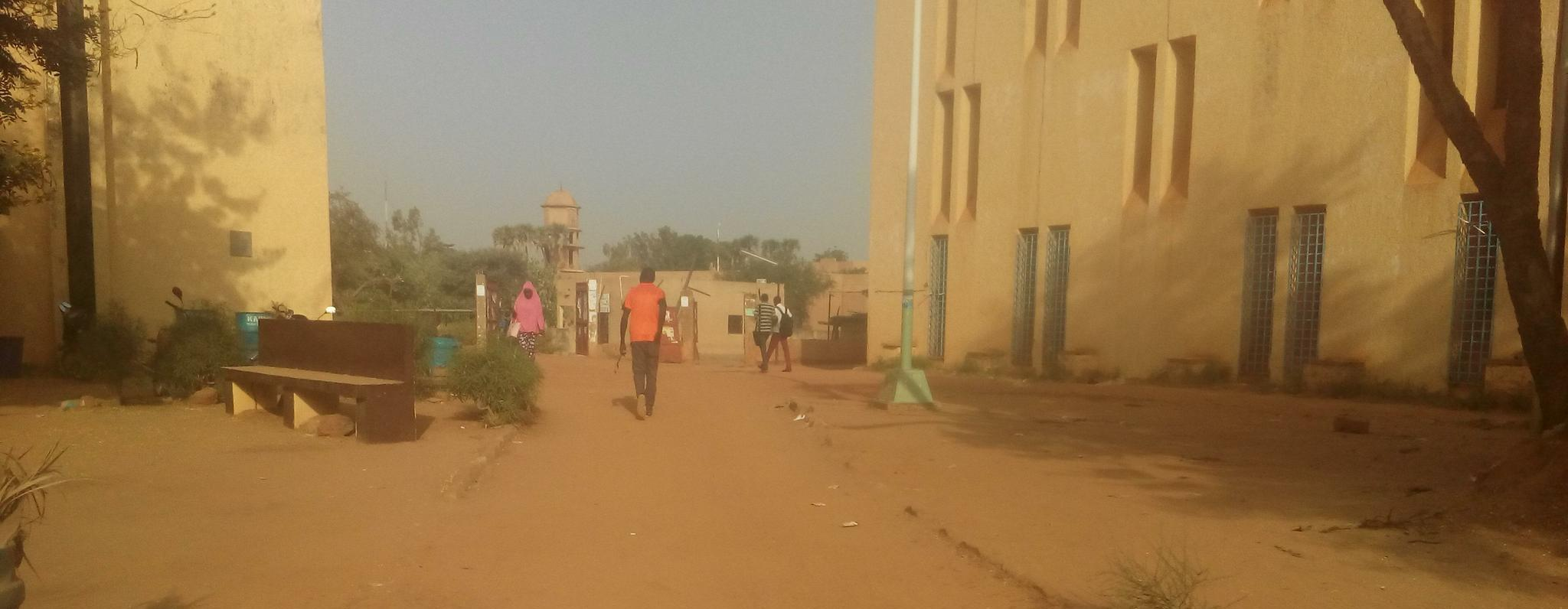
Universität Niamey

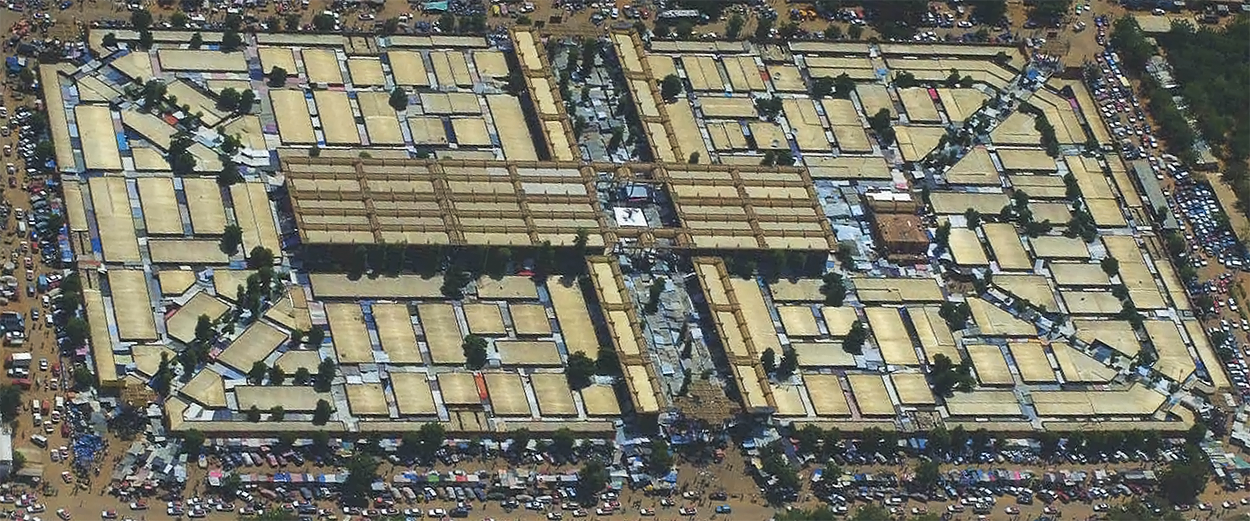
Grand Marché in Niamey

- Einfamilienhäuser der Arbeitersiedlung in Fria Guinea (erbaut 1957–1958)
- Soziale Wohnbauten in Carcassonne, Frankreich (erbaut 1960)
- 166 Grundschulen in ländlichen Gebieten Nigers (erbaut um 1960)
- 225 Landwirtschaftsschulen in Burkina Faso (erbaut um 1960)
- 13 Krankenhäuser in Burkina Faso (erbaut um 1960)
- 441 Grundschulen in Senegal (erbaut um 1960)[1]
- Pfarrkirche Saint-Pierre in Saint-Pierre, Département Cantal, Frankreich (erbaut 1961, mit J. Porcher)[3]
- Fünf Schulungszentren in Guérina, Ogo und weiteren Orten in Senegal (erbaut 1964–1966, mit Kirbs)
- Indigenensiedlung in Niamey, Niger (erbaut 1964)
- Erweiterungsbau des Krankenhauses in Bobo-Dioulasso, Burkina Faso (erbaut um 1965)
- Neues Flughafengebäude des Flughafens Dakar-Yoff in Dakar, Senegal (erste Bauphase 1965, zweite Bauphase 1972)
- Universität Niamey in Niamey, Niger (erbaut 1971–1979)[1]
- Telefonzentrale in Niamey, Niger (erbaut 1974)[4]
- Krankenpflegerschule in Ségou, Mali (erbaut 1974–1978)[1]
- Wohnsiedlung La Bécasse in Orléans, Frankreich (erbaut 1975, mit Schoeller und Charras)[5]
- Schule für die Textilindustrie in Ségou, Mali (erbaut 1982–1989)[1]
- Grand Marché in Niamey, Niger (erbaut 1983–1986)[6]